# Droga krajowa B307 (Niemcy)
Droga krajowa 307 (Bundesstraße 307, B 307) – niemiecka droga krajowa przebiegająca w trzech częściach z zachodu na wschód po północnym podnóżu Alp w południowej Bawarii.
1. część zaczyna się w miejscowości Vorderriß, ok. 5 km na zachód od jeziora zaporowego Sylvenstein i prowadzi wzdłuż jeziora do granicy z Austrią, ok. 1 km po terenie Austrii, do Rottach-Egern i dalej wschodnim brzegiem jeziora Tegernsee do Gmund am Tegernsee, gdzie krzyżuje się z drogą B318.
2. część prowadzi z miejscowości Miesbach od skrzyżowania z drogą B472 w okolice Sudelfeldu za Bayrischzell skąd jako RO52 zmierza dalej na zachód do granicy z Austrią.
3. część rozpoczyna się na granicy z Austrią w okolicach Schlechingu i prowadzi na północny wschód do skrzyżowania z drogą B305 koło Marquartstein.

## Linki zewnętrzne

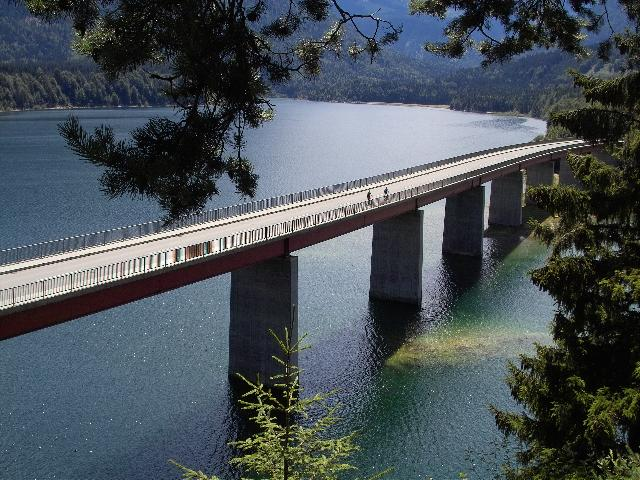
Most przez jezioro zaporowe Sylvenstein